# Rafael Mollinedo
Rafael Mollinedo war ein mexikanischer Fußballspieler auf der Position des Torwarts.

## Laufbahn
Mollinedo spielte während (nahezu) der gesamten 1930er Jahre bis einschließlich der Saison 1941/42 für den Club América, mit dem er in der Saison 1937/38 den mexikanischen Pokalwettbewerb gewann.

## Erfolge
- Mexikanischer Pokalsieger: 1938